# 1714 Sy
Az 1714 Sy (ideiglenes jelöléssel 1951 OA) a Naprendszer kisbolygóövében található aszteroida. Louis Boyer fedezte fel 1951. július 25-én, Algírban.